# Unterfangung
Als Unterfangung bezeichnet man im Bauwesen die Sicherung (früher auch: Unterfahren) eines Bauwerks gegen Abrutschen oder Setzung.

Baugrube mit unterfangener Fassade

## Anwendung und Ausführung bei Fundamenten
Bei der Unterfangung von Bauwerken ist zumeist die statische Sicherung der Gründung gemeint. Auch die abschnittsweise Erneuerung oder Verstärkung von bestehenden Fundamenten wird so bezeichnet.
Eine besondere technische und baubetriebliche Herausforderung stellen Baugruben direkt neben oder nahe an einem bestehenden Bauwerk dar, da dessen freigelegte Fundamente gegen Abrutschen gesichert werden müssen. In solchen Fällen oder bei nachträglich unter ein Gebäude gebauten Kellergeschossen müssen die vorhandenen Fundamente unterfangen werden um Rissbildung durch Setzungen oder das Abrutschen des Gebäudes in die Baugrube zu vermeiden.
Sofern keine Spezialtiefbauverfahren eingesetzt werden, dürfen solche Arbeiten nur bei Streifenfundamenten abschnittweise nach den Vorgaben der DIN 4123 ausgeführt werden und benötigen einen Standsicherheitsnachweis für den Endzustand der durchgeführten Unterfangung, in Einzelfällen auch für Zwischenbauzustände.
Die Ausschachtung wird zunächst nur bis zur Bodenaushubgrenze gemäß DIN 4123 mindestens 50 cm oberhalb des Fundamentes ausgeführt. Danach werden Gräben abschnittsweise nicht breiter als 1,25 m bis in die erforderliche Tiefe gegraben. Direkt im Anschluss wird eine Unterfangungswand hergestellt. Erst danach wird der nächste Abschnitt freigelegt. Zwischen zeitgleich ausgeführten Abschnitten muss immer die 3-fache Abschnittsbreite als Abstand eingehalten werden. Nach Fertigstellung der Unterfangung kann die Baugrube auf die gewünschte Tiefe ausgeschachtet werden. Die Unterfangung muss mindestens 50 cm tiefer als der geplante neue Aushub geführt werden.

## Unterfangung als Ersatz von Fachwerkwänden

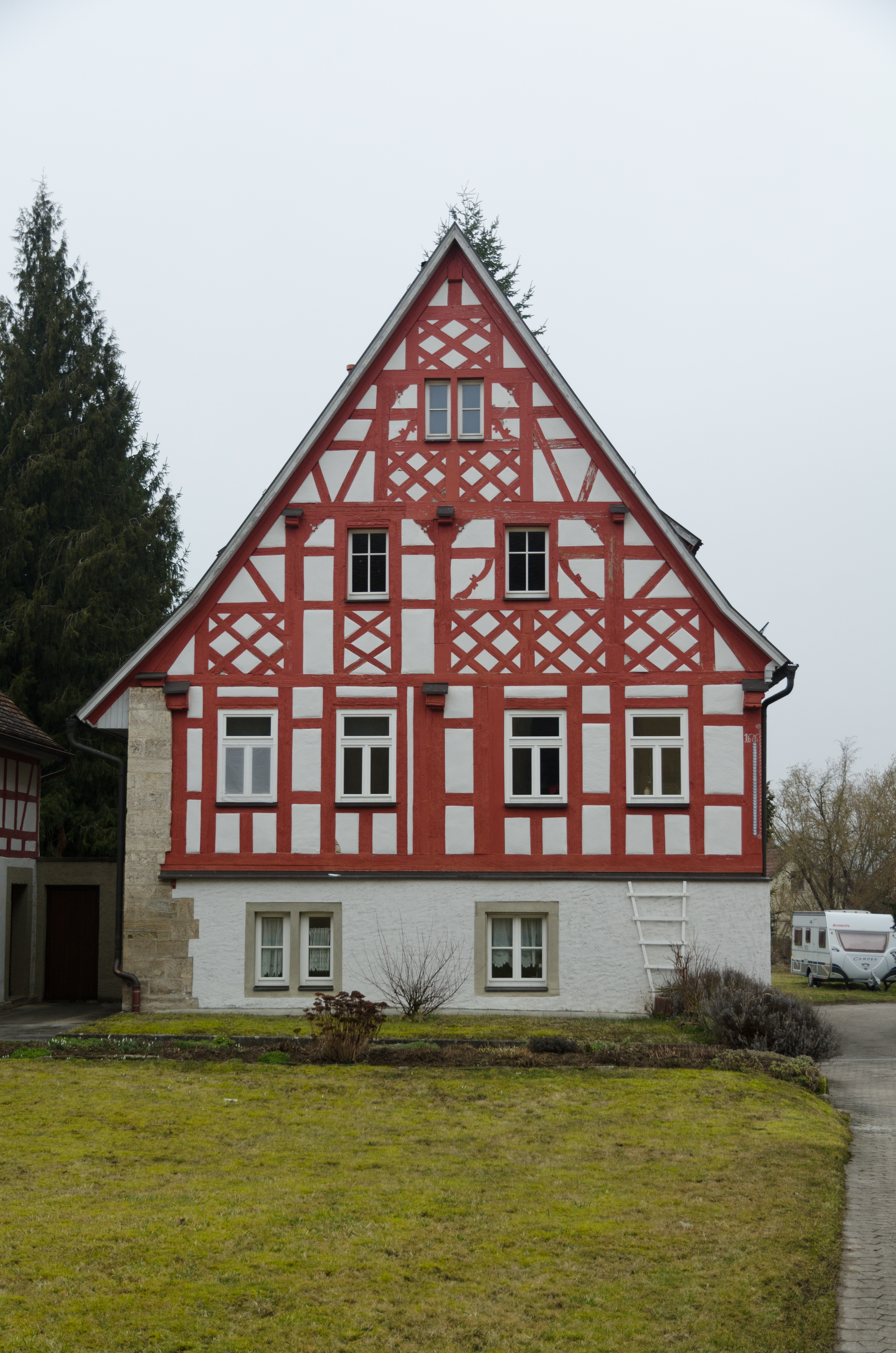
Fachwerkhaus mit Unterfangung durch massives Erdgeschoss

Als Unterfangung wird auch im historischen Fachwerkhausbau der Ersatz von Erdgeschosswänden aus Fachwerk durch massives Mauerwerk bezeichnet. Dann unterfängt und trägt die neue Mauer die Balkenlage und das darüberliegende Stockwerk.